# Іза (річка)
Іза (рум. Râul Iza) — річка в Румунії, у повіті Марамуреш. Ліва притока Тиси (басейн Чорного моря).

## Опис
Витік в горах Родна. Довжина річки 83 км, висота витоку над рівнем моря — 1380  м, висота гирла над рівнем моря — 268  м, середньорічні витрати води у гирлі — 16,6  м³/с, найкоротша відстань між витоком і гирлом — 56,42 км, коефіцієнт звивистості річки — 1,48 . Площа басейну водозбору 1303 км².

## Розташування
Бере початок у комуні Сечел повіту Марамуреш. Тече переважно на північний захід через місто Селіштя-де-Сус і у місті Сигіт впадає у річку Тису, ліву притоку Дунаю.
Притоки: Ізішоара (рум. Izișoara), Валя Тейлор (рум. Valea Teilor), Валя Карелор (рум. Valea Carelor), Бистрица (рум. Bistrița) (ліві); Ізворул Байкулуй (рум. Izvorul Baicului), Валя Мунтелуй (рум. Valea Muntelui), Корбулуй (рум. Corbului) (праві).
Над річкою пролягає автошлях 186.
Населені пункти вздовж берегової смуги від витоку до гирла: Драгомірешть, Богдан-Воде, Розваля, Бирсана, Ненешть, Ваду-Ізей, Лазу-Бачалуй.